# RealVideo
RealVideo — формат даних і відеокодек, розроблений RealNetworks. Він був вперше опублікований в 1997 році. У 2004 році побачила світ 10 версія.
RealVideo використовується для передачі потокового відео в мережах на основі TCP/IP (Інтернет). Тепер є можливість отримувати RealVideo і на ПК і на мобільних телефонах і КПК.
RealVideo нормально працює з RealAudio, з яким він утворює єдине ціле у вигляді пакета RealMedia. Головний програвач RealMedia — RealPlayer (створений RealNetworks).
В RealPlayer неможливо зберегти потокове RealVideo у вигляді файлу. Можливо зробити це за допомогою MPlayer або Streambox відеомагнітофона.